# Герб Республіки Калмикія

Герб Республіки Калмикія

Герб Республіки Калмикія є державним символом Республіки Калмикія. Прийнятий Парламентом Республіки 11 червня 1996 року. Зареєстрований за № 150 у Геральдичному регістрі Російської Федерації.

## Опис
Герб Республіки Калмикія — Хальмг Тангч сюлде — являє собою зображення «Улан залу» і «Хадак» у колі золотаво-жовтого кольору в обрамленні національного орнаменту «зег» на блакитному тлі, у підставі якого — пелюстки квітку білого лотоса. У верхній частині герба — зображення стародавнього символу Дербен Ойратів — чотири скріплені між собою кола.